# Roberto Font
Roberto Font (San Luis Potosí, 21 de octubre de 1904-Madrid, 16 de junio de 1981) fue un actor cómico mexicano que desarrolló toda su carrera cinematográfica en España llegó a participar en más de 200 películas entre 1936-1978.
Sus padres pertenecían a un grupo de actores de Zarzuela: Enrique Font y Elisa Donis. Nacido en una larga tradición familiar de actores, ha sido utilizado en obras de teatro desde la primera infancia.
Además de actor se dedicó en ser locutor en la Radio Madrid desde 1934.
A los 22 años, Font Font se convirtió en marinero, pero le dio la espalda a la profesión y se convirtió en actor cuando estuvo en España en 1926. En 1935 recibió su primer papel en el cine (Amor en maniobras). Font trabajó tanto en el escenario como en el cine, regresó durante varios años en su México natal, pero se mantuvo desde 1957 en su país adoptivo de España.
Font también trabajó para la televisión hasta su muerte.

## Filmografía (selección)
- Los hijos de la noche  (1939)
- Goyescas (1942)
- El pobre rico (1942)
- La famosa Luz María (1942)
- Ella, él y sus millones (1944)
- Los últimos de Filipinas (1945)
- La fiesta sigue (1948)
- Ha entrado un ladrón (1949)
- Agustina de Aragón (1950)
- Las interesadas (1952)
- Historias de la radio (1955)
- Manolo, guardia urbano (1956)
- Tengo 17 años (1964)
- País, S.A. (1975)
- Estoy hecho un chaval (1977)
- Esta que lo es (1974)